# Madison de Rozario
Madison de Rozario (Perth, 24 de noviembre de 1993) es una atleta en silla de ruedas australiana. En los Juegos Paralímpicos de Río 2016, ganó dos medallas de plata. Ha ganado dos medallas de oro en el Mundial Paralímpico de Atletismo.

## Personal
De Rozario tiene mielitis transversa, una enfermedad neurológica que inflama el cordón espinal lo que le ha hecho tener que utilizar una silla de ruedas. Eso también explica sus piernas tan delgadas y faltas de músculo